# Terme di Bobbio
Le terme di Bobbio sono una stazione termale italiana, situata nella località di San Martino, nel comune di Bobbio, nella media val Trebbia, in provincia di Piacenza.
Lo stabilimento, situato in corrispondenza di sorgenti termali di acque salse e dotato di impianti per la somministrazione di terapie mediche, sia accademiche che alternative, balneoterapia, terapia inalatoria, fanghi, è chiuso dal 1999.

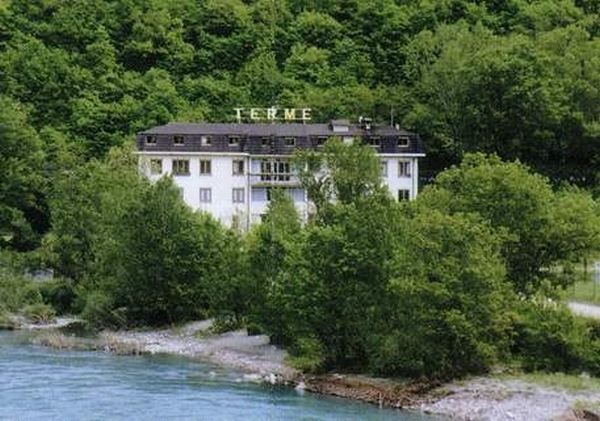
Terme di Bobbio

## Storia
Le fonti di acque ricche di cloruro di sodio, iodio e di bromo presenti nei dintorni di Bobbio vennero sfruttate a fini curativi e per la produzione di sale fin dall'età romana e, in seguito, durante la dominazione longobarda.
La presenza di acque termali venne citata per la prima volta in un diploma risalente al 625 scritto dal re longobardo Adaloaldo e indirizzato all'abate Bertulfo.
A partire dalla fine del XVIII secolo le proprietà delle acque termali vennero progressivamente riscoperte: nel 1791 furono condotte le prime rudimentali analisi della qualità e della composizione delle acque.
Nel luglio 1897 venne inaugurato il primo stabilimento termale moderno di Bobbio, situato nella località di San Martino: esso venne realizzato per iniziativa dell'avvocato Pietro Renati e comprendeva 4 stanze utilizzate per i bagni e una sala adibita a soggiorno, oltreché i servizi igienici. Nel 1901 vennero completati i primi studi scientifici riguardo alla qualità delle acque bobbiesi.
A partire dagli ultimi mesi del 1904 iniziarono i lavori per la costruzione di un secondo stabilimento, posto in località Sant'Ambrogio, nei pressi della frazione di Piancasale, posta a valle del centro di Bobbio, ad opera della società Acque minerali di Bobbio – Zazzali , Renati e C. Nel 1908 il nuovo impianto venne inaugurato alla presenza del vescovo di Bobbio, Monsignor Marelli.
Nel 1927 venne fondata la Società Acque Minerali di Bobbio, alla quale il marchese Obizzo Malaspina cedette i diritti sull'utilizzo delle fonti termali situate all'interno delle sue proprietà; tuttavia, a partire da quello stesso anno, la quantità e la composizione delle acque termali erogate presso la stazione di Sant'Ambrogio iniziò rapidamente a calare: le cause di questo rapido declino della quantità e della qualità delle acque furono generalmente attribuite ai concomitanti lavori che la società elettrica Cieli, con sede a Genova, aveva incominciato nei pressi della frazione di San Salvatore, qualche chilometro a monte di Bobbio, per la costruzione di una diga lungo il corso del fiume Trebbia. Secondo alcune ricostruzioni, durante i lavori di scavo, le vene acquifere responsabili della fonte sarebbero state interrotte, tuttavia, queste ipotesi non ebbero mai una conferma su base scientifica. L'esaurimento delle fonti porto in breve tempo alla chiusura dell'impianto, avvenuta nel 1928.
Dopo anni di abbandono, nel 1962 il geometra Antonio Renati, il cui padre era stato il principale promotore del primo impianto termale bobbiese, fondò la società Terme di Bobbio con lo scopo di rilanciare l'attività termale nella media val Trebbia. L'Istituto di Chimica Generale dell'università di Pavia, nel 1967, rilevò che le acque sulfureo-salse di S. Martino contengono come elemento fondamentale l'acido solfidrico, oltre a bromo, litio, magnesio e borati alcalini. Il nuovo slancio portato dal geometra Renati portò, nel 1971, alla costruzione di un nuovo impianto termale, posto in località San Martino. Alla cerimonia di inaugurazione dello stabilimento, il cui progetto era stato curato dall'ingegner Aldo Galletti, parteciparono il vescovo di Bobbio, il parlamentare cremonese Ennio Zelioli-Lanzini, che aveva passato gran parte della sua infanzia a Bobbio, buona parte dei sindaci della valle e delle autorità piacentine.
Negli anni successivi l'impianto rimase attivo, subendo varie modifiche e aggiornamenti nel corso degli anni, i più importanti dei quali avvennero nel 1994 con l'aggiunta di nuovi spazi all'esterno della costruzione e la ristrutturazione di diversi ambienti interni.
Lo stabilimento termale venne chiuso alla fine del 1999 con la prospettiva di una riapertura negli anni seguenti, dopo una radicale ristrutturazione. Nel 2003 venne approvato dal consiglio comunale di Bobbio un piano che prevedeva la riapertura delle terme che sarebbero state dotate anche di una clinica estetica e la costruzione, sulla sponda opposta della Trebbia, di un albergo, dotato di piscina e beauty-farm, posto al servizio dello stabilimento termale. Negli anni successivi, tuttavia i lavori, con l'eccezione della costruzione, poi, interrotta di una serie di villette sulla sponda sinistra della Trebbia, non iniziarono mai, culminando, nel 2016, con il fallimento della società proponente. Studi condotti nel 2018 portarono alla conclusione che le fonti utilizzate fino al 1999 non sarebbero più recuperabili a causa della presenza di cobatteri e di gas metano nei pressi della galleria di captazione.

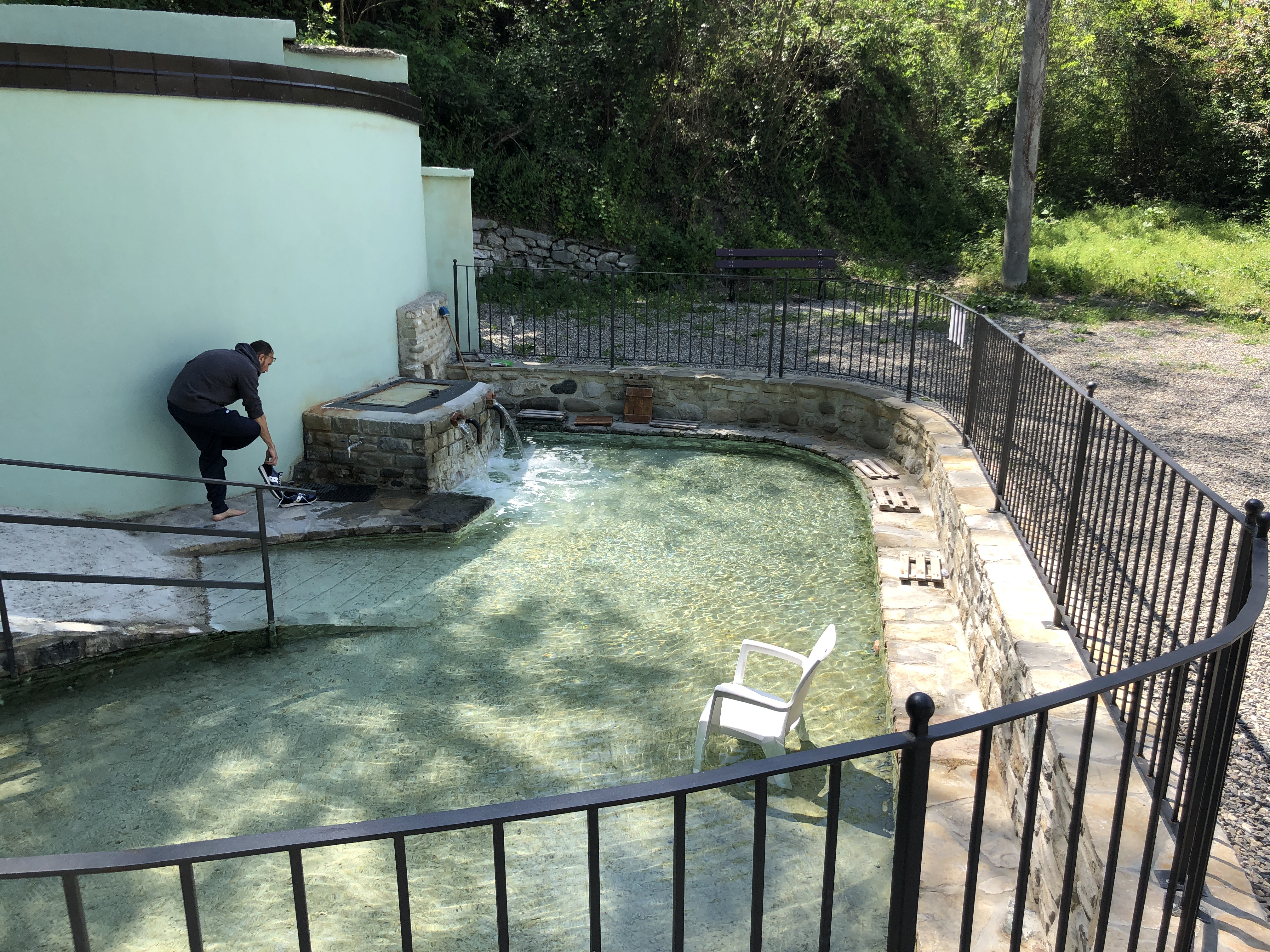
Sorgente e Vasca termale di Rio Foino

In località Rio Foglino (Foino), sulla sponda destra della Trebbia, a circa 300 m di distanza dal ponte Gobbo, nei primi anni duemila venne realizzata una piccola costruzione in mattoni con una piccola piscina rendendo accessibile gratuitamente la fonte; nel 2023 furono completati una serie di lavori che hanno permesso il raddoppio di dimensioni della vasca.

## Caratteristiche
Nei pressi della città di Bobbio erano presenti 4 fonti di acque termali:
- San Martino, con acque salso-iodico-solforose, posta sulla sponda destra del fiume Trebbia a circa 2 km dal centro di Bobbio.
- Canneto, con acque ferruginose, di qualità inferiore rispetto alle altre fonti e attiva fino al 1930.
- Fonte Pineta, emersa a seguito dei lavori di costruzione della diga presso San Salvatore alla fine degli anni '20 del XX secolo.
- Sant'Ambrogio di Piancasale, con acque salso-iodiche e ferruginose, sfruttata da un impianto tra il 1908 e il 1928 prima della sparizione in concomitanza con i lavori di costruzione della diga di San Salvatore.